# إليزابيث وليامز (مصورة)
إليزابيث وليامز (بالإنجليزية: Elizabeth Williams)‏ هي مصورة أمريكية، ولدت في 1924 في هيوستن في الولايات المتحدة.